# Catocala unijuga
Catocala unijuga är en fjärilsart som beskrevs av Walker 1857. Catocala unijuga ingår i släktet Catocala och familjen nattflyn. Inga underarter finns listade i Catalogue of Life.

## Bildgalleri

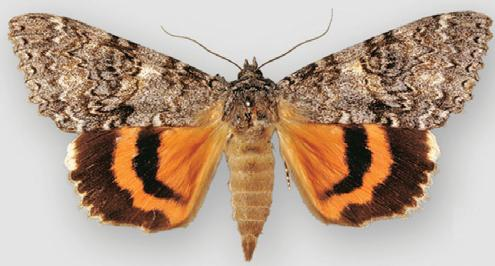
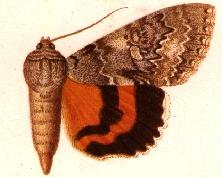